# Delsatia
Delsatia is een geslacht van uitgestorven vroege Mammaliaformes dat leefde tijdens het Laat-Trias en is gevonden in Frankrijk. 

## Naamgeving
De typesoort Delsatia rhupotopi werd in 1997 benoemd door Denise Sigogneau-Russell en Pascal Godefroit. De geslachtsnaam eert de Belg Dominique Delsate, die door hem gevonden fossielen ter beschikking stelde van de wetenschap. De soortaanduiding is een combinatie van het Grieks rhypos, 'afval', en topos, 'plaats', een verwijzing naar het betreurde lot van de vindplaats van Saint-Nicolas-de-Port als stortplaats.
Het holotype MNHN.F.SNP408W is een onvolledige losse onderste rechterkies gevonden bij Rosières-aux-Salines in de Grès infralisiques die dateren uit het Rhaetien. Toegewezen zijn de specimina IRSNB M1832: een linkerkies; MNHN SNP 632: een onderste rechterkies; RAS FW 27: een onderste rechterpremolaar; MNHN SNP 408 W: een vermoedelijk bovenste linkerpremolaar.

## Beschrijving
De knobbels aan de voorkant en achterkant van de binnenzijde zijn even groot, wat zeldzaam is maar gedeeld wordt met Simpsonodon en Tegotherium. Deze worden met de centrale hoofdknobbel verbonden door hoekige kammen. Aan de voorkant van de buitenzijde bevindt zich een kleiner knobbeltje dat goed ontwikkeld is. Er is geen bekken aan de achterzijde en ook geen knobbel op de achterste buitenzijde.

## Fylogenie
Delsatia werd oorspronkelijk voorlopig binnen de Docodonta geplaatst, als indertijd de oudste vertegenwoordiger van die groep, maar latere studies zijn het hier niet mee eens; Butler stelde al in 1997 dat het om een lid van de Symmetrodonta gaat. Delsatia wordt door de meesten gezien als een basale mammaliaform.